# Premiership de Jersey 2014-15
La Jersey Premiership 2014-15 fue la centésima (100°) temporada de la Premiership de Jersey . El Saint Paul's  ganó la liga y se clasificó para la Upton Park Cup 2015 contra el campeón de la Division 1 de Guernsey 2014-15.

## Clubes
| - Saint Paul's - Jersey Scottish - JTC Jersey Wanderers - Saint Ouen - Trinity | - Saint Peter - Rozel Rovers - Saint Brelade - Saint Lawrence - Saint Clement |

## Tabla de posiciones
Actualizado el 14 de mayo de 2015.
|  |     | Equipos              | PJ | G  | E | P  | GF | GC | Dif | Pts |
|  | --- | -------------------- | -- | -- | - | -- | -- | -- | --- | --- |
|  | 1.  | Saint Paul's         | 18 | 14 | 3 | 1  | 60 | 10 | +50 | 45  |
|  | 2.  | Jersey Scottish      | 18 | 14 | 2 | 2  | 75 | 16 | +59 | 44  |
|  | 3.  | JTC Jersey Wanderers | 18 | 12 | 1 | 5  | 36 | 26 | +10 | 37  |
|  | 4.  | Saint Ouen           | 18 | 8  | 6 | 4  | 29 | 25 | +4  | 30  |
|  | 5.  | Trinity              | 18 | 9  | 2 | 7  | 32 | 38 | -6  | 29  |
|  | 6.  | Saint Peter          | 18 | 4  | 5 | 9  | 19 | 33 | -14 | 17  |
|  | 7.  | Rozel Rovers         | 18 | 4  | 4 | 10 | 23 | 37 | -14 | 16  |
|  | 8.  | Saint Brelade        | 18 | 4  | 2 | 12 | 22 | 39 | -17 | 14  |
|  | 9.  | Saint Lawrence       | 18 | 4  | 2 | 12 | 16 | 52 | -36 | 14  |
|  | 10. | Saint Clement        | 18 | 3  | 1 | 14 | 15 | 51 | -36 | 10  |

|  |                                                 |
|  | Campeón. y clasificado a la Upton Park Cup 2015 |

|  |                                  |
|  | Equipos relegados de la División |

## Campeonato de Jersey 2014-15
Actualizado el 14 de mayo de 2015.
|  |    | Equipos            | PJ | G  | E | P  | GF | GC | Dif | Pts |
|  | -- | ------------------ | -- | -- | - | -- | -- | -- | --- | --- |
|  | 1. | Saint John         | 18 | 14 | 4 | 0  | 67 | 28 | 39  | 46  |
|  | 2. | Jersey Portuguese  | 18 | 11 | 4 | 3  | 58 | 22 | 36  | 37  |
|  | 3. | Grouville          | 18 | 9  | 5 | 4  | 46 | 28 | 18  | 32  |
|  | 4. | First Tower United | 18 | 5  | 6 | 7  | 28 | 43 | -15 | 21  |
|  | 5. | Saint Martin       | 18 | 4  | 4 | 10 | 24 | 50 | -26 | 16  |
|  | 6. | Beeches Old Boys   | 18 | 4  | 1 | 13 | 27 | 49 | -22 | 13  |
|  | 7. | Sporting Academics | 18 | 2  | 4 | 12 | 36 | 66 | -30 | 10  |

|  |            |
|  | Ascendidos |